# HMS Zealous (R39)
HMS Zealous (R39) là một tàu khu trục lớp Z được Hải quân Hoàng gia Anh Quốc chế tạo trong Chương trình Khẩn cấp Chiến tranh của Chiến tranh Thế giới thứ hai. Nó là chiếc tàu chiến thứ tư của Hải quân Hoàng gia mang cái tên này.
Sống sót qua cuộc xung đột, nó được chuyển cho Hải quân Israeli năm 1955, và tiếp tục phục vụ như là chiếc INS Eilat cho đến khi bị tàu tên lửa Ai Cập đánh chìm năm 1967, ngay sau cuộc Chiến tranh Sáu ngày. Nó trở thành chiếc tàu chiến đầu tiên bị tên lửa đánh chìm trong chiến đấu, một cột mốc quan trọng trong hải chiến mặt biển, tạo ra sự quan tâm đáng kể khắp thế giới trong việc phát triển các tàu tên lửa nhỏ, nhanh và cơ động.

## Thiết kế và chế tạo
Zealous được đặt hàng vào ngày 12 tháng 2 năm 1942 như một phần của Chi hạm đội Khẩn cấp 10, và được chế tạo tại xưởng tàu của hãng Cammell Laird. Nó được đặt lườn vào ngày 5 tháng 5 năm 1943, hạ thủy vào ngày 28 tháng 2 năm 1944 và nhập biên chế cùng Hải quân Hoàng gia Anh vào ngày 9 tháng 10 năm 1944.

## Lịch sử hoạt động

### Chiến tranh Thế giới thứ hai
Zealous là một trong số bốn tàu khu trục thuộc Hạm đội Nhà đã giải cứu 525 người Na Uy, vốn đã lẫn trốn các cuộc càn quét của Đức Quốc xã tại vùng núi bị tuyết bao phủ trên đảo Sørøya, Na Uy trong hơn ba tháng. Cuộc giải cứu buộc các tàu khu trục Anh phải băng qua một quãng đường 60 mi (97 km) phía sau phòng tuyến đối phương; những người Na Uy được đưa đến cảng Gourock của Anh an toàn.
Zealous thực hiện hai chuyến đi từ Anh Quốc đến Nga trong khhuôn khổ các Đoàn tàu vận tải Bắc Cực, chuyển hàng tiếp liệu chiến tranh vòng quanh Na Uy đến Bán đảo Kola. Trên đường đi nó phải chống trả tàu ngầm U-Boat và máy bay Đức Quốc xã. Vào ngày 5 tháng 4 năm 1945, nó tham gia tấn công một đoàn tàu đang tiến vào cảng trên bờ biển Na Uy; một tàu buôn đã bị đánh chìm và hai chiếc khác bị hư hại. Khi chiến tranh tại Châu Âu sắp kết thúc, nó được lệnh đi đến Copenhagen, Đan Mạch; nơi những binh lính Đức bị kích động hiểu nhầm nó là một tàu khu trục Đức được phái đến để giải cứu họ.

### Sau chiến tranh

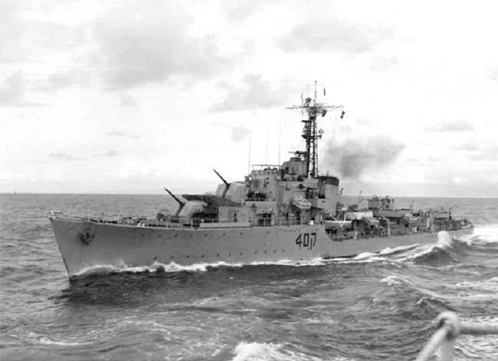
Tàu khu trục INS Eilat của Hải quân Israel

Zealous được bán cho Israeli vào năm 1955, và nhập biên chế cùng Hải quân Israeli như là chiếc INS Eilat, được đặt theo tên thành phố ven biển Eilat phía Nam của Israel; thay thế cho chiếc INS Eilat, vào tháng 7 năm 1956.
Trong vụ Khủng hoảng Kênh đào Suez vào sáng ngày 31 tháng 10 năm 1956, chiếc tàu khu trục Ai Cập Ibrahim al-Awal, nguyên là chiếc HMS Mendip thuộc lớp Hunt được Anh chuyển giao, đã bắn phá cảng Haifa. Một cuộc phản công của tàu khu trục Pháp Kersaint và các tàu khu trục Israel Yaffo và Eilat đã buộc con tàu Ai Cập phải rút lui trở lại Port Said. Ibrahim al-Awal sau đó tiếp tục bị một cặp máy bay Dassault Ouragan và một chiếc DC-3 Dakota của Không quân Israel tấn công. Thủy thủ đoàn của con tàu bị hư hại nặng cuối cùng đã đầu hàng, và con tàu được kéo về Haifa; sau đó nhập biên chế cùng Hải quân Israeli như là chiếc INS Haifa.
Trong đêm 11-12 tháng 7 năm 1967, đang khi tuần tra cùng hai tàu phóng lôi Israel, Eilat đụng độ với hai tàu phóng lôi Ai Cập ngoài khơi bờ biển Rumani thuộc bán đảo Sinai. Trong trận chiến diễn ra sau đó, cả hai chiếc tàu Ai Cập đều bị đánh chìm.
Eilat bị đánh chìm vào ngày 21 tháng 10 năm 1967 trong hải phận quốc tế ngoài khơi Port Said tại Sinai bởi hai tên lửa chống hạm P-15 Termit (Styx) phóng từ một tàu tên lửa lớp Komar của Ai Cập, đang nằm trong phạm vi cảng Port Said. Radar của Eilat không phát hiện được hành động nào vì tàu đối phương vẫn còn bên trong cảng. Cho dù đã cơ động lẩn tránh theo mệnh lệnh của hạm trưởng ngay sau khi phát hiện tên lửa được bắn ra, quả thứ nhất đã đánh trúng ngay trên mực nước lúc 17 giờ 32 phút; quả thứ hai đánh trúng hai phút sau đó. Khi con tàu bị nghiêng do ngập nước, thủy thủ đoàn cứu hộ những người bị thương và sửa chữa hư hỏng trong khi chờ đợi sự trợ giúp từ các tàu chiến Israel khác. Nhưng khoảng một giờ sau, một tàu Komar Ai Cập khác phóng thêm hai quả tên lửa Stix khác nhắm vào Eilat. Quả thứ ba trúng giữa tàu, gây thêm hư hại và bùng phát thêm các đám cháy; quả thứ tư trượt mục tiêu và rơi xuống biển. Con tàu đắm khoảng hai phút sau đó; trong số 199 thành viên thủy thủ đoàn, 47 người đã thiệt mạng và hơn 100 người bị thương.

### Diễn biến tiếp theo
Sự kiện đánh chìm Eilat chỉ vài tháng sau thất bại trong cuộc Chiến tranh sáu ngày đã tạo ra không khí hân hoan trong toàn khối Ả-rập; và hai con tàu tên lửa được chào đón khi quay trở về Port Said. Ngược lại tại Israel, đám đông giận dữ đã vây quanh Tổng tham mưu trưởng Yitzhak Rabin, và báo chí mạnh mẽ đòi hỏi việc trả thù. Chỉ trong vòng ba ngày sau, Israel bắn súng cối hạng nặng vào Port Suez phá hủy các cơ sở lọc dầu chủ yếu của Ai Cập. Trong khi đó Liên Xô gửi bảy tàu chiến trong một chuyến “viếng thăm thiện chí” đến các cảng Ai Cập nhằm răn đe Israel không có thêm những hành động thù địch khác.
Việc đánh chìm Eilat bởi tên lửa đối hạm đã mở ra một thời kỳ mới trong việc phát triển vũ khí hải quân và cấu trúc chiến lược hải quân khắp thế giới. Cho dù không công bố rộng rãi vào lúc đó, sự kiện đã ảnh hưởng đánh kể đến Hải quân Israel, khi họ bắt đầu phát triển những thiết kế tàu chiến chịu ảnh hưởng bởi Đức phù hợp hơn với chiến tranh tên lửa, chủ yếu là những tàu nhỏ và hiệu quả, trang bị tên lửa, cho phép tuần tra lãnh hải Israel và hoạt động xa bờ tốc độ cao, đồng thời có khả năng lẩn tránh tên lửa đối phương. Kết quả của việc tập trung vào những con tàu nhỏ, nhanh nhẹn này đã mang lại lợi ích nhảy vọt cho Hải quân Israel trong cuộc Chiến tranh Yom Kippur sáu năm sau đó.